# Pachypanchax sakaramyi
Сакарамійський пахипанхакс (Pachypanchax sakaramyi) — тропічний прісноводний вид коропозубих риб родини аплохейлових (Aplocheilidae), належить до числа найрідкісніших видів риб у світі.
Описаний 1928 року, але десятиліттями пізніше його не вдавалося знайти, навіть здавалося, що цих риб узагалі більше не існує. Лише в 1990-х роках сакарамійських пахипанхаксів знайшли знову. В жовтні 1994 року Поль Луазель (фр. Paul Loiselle) зловив 5 риб цього виду й поширив їх серед акваріумістів. Він же 2006 року на основі свіжого типотипового матеріалу зробив новий опис Pachypanchax sakaramyi.
Назву вид отримав від типової місцевості — річки Сакарамі та однойменного села на півночі Мадагаскару.
Згадується також під назвою Haplochilus playfairi var. sakaramyi. Проте P. sakaramyi та його родич із Сейшельських островів P. playfairii відрізняються як деталями забарвлення, так і відмінностями в поведінці. Генетичні дослідження підтвердили відмінність двох таксонів на видовому рівні.

## Опис
Найбільший офіційно зареєстрований дикий зразок Pachypanchax sakaramyi має розмір 66,3 мм стандартної (без хвостового плавця) довжини, але акваріумні риби можуть виростати до 9,0 см загальної довжини.
Максимальна висота становить 19,9—25,7 %, а довжина голови 25,5—30,5 % стандартної довжини. Морда дещо закруглена, рот широкий, верхній. На кожній щелепі є один ряд трохи загнутих назад конічних зубів. 10—11 зябрових тичинок розташовані на першій зябровій дузі.
Предорсальна (до початку спинного плавця) довжина становить 68,6—76,6 %, а довжина основи цього плавця 7,0—12,7 % стандартної довжини; він має 2 нерозгалужених і 9—11 розгалужених променів, найдовшим є шостий або сьомий розгалужений промінь. Преанальна (до початку анального плавця) довжина становить 56,7—65,6 %, а довжина основи цього плавця 18,1—22,8 % стандартної довжини; він має 2—3 нерозгалужених і 14—17 розгалужених променів, найдовшими є одинадцятий або дванадцятий промінь у самців і сьомий або восьмий промінь у самок. Хвостовий плавець обрізаний, але із закругленими кутами. Відстань від кінчика морди до початку черевних плавців становить 47,0—52,3 % стандартної довжини, ці плавці мають по 1 нерозгалуженому та по 5 розгалужених променів. У грудних плавцях по 14—16 променів, їхня довжина становить 13,8—18,9 % стандартної.
Луски циклоїдні, 31–32 лусок уздовж середньо-бічної лінії, 14–15 поперечних рядів лусок безпосередньо перед початком анального плавця. Фронтальні луски, як правило, типу Е з наявністю лусочок типу H, але в деяких риб спостерігалися луски типу G. Розмір лусок на грудях приблизно втричі менший за розмір лусок на боках. Прикоренева частина хвостового плавця до семи восьмих його розміру густо вкрита лусками. Основи спинного та анального плавців також вкриті лусками.

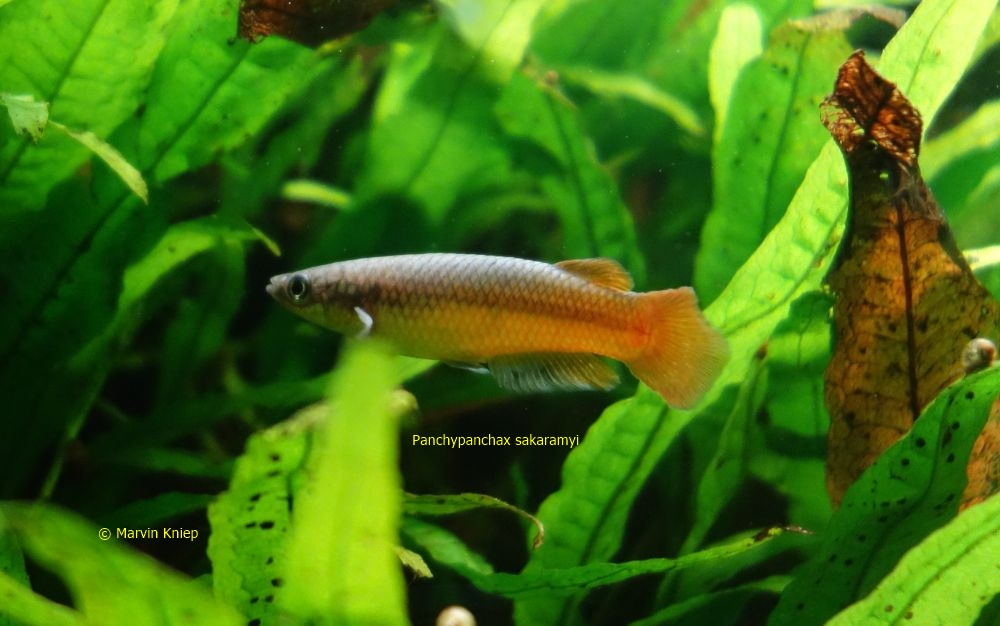

Самці більші й набагато барвистіші за самок.
Основне забарвлення самця жовте, спина, верхня частина голови та губи темно-коричневі з фіолетовим відтінком, горло та черево жовтувато-білі. В задній половині тіла та на хвостовому плавці переважають червонуваті або оранжеві кольори, тіло вкрите яскравими зеленкувато-блакитними цяточками, найбільше в передній верхній його частині. Спинний та анальний плавці біля основи мають темну смугу бузково-коричневого кольору, вона може бути різної ширини. Зовнішня частина спинного плавця жовтогаряча.
Самки мають невиразне сріблясто-сіре забарвлення, коричневе на спині, характерні для самців світлі цяточки на тілі в них ледве помітні. У великих самок біля основи спинного плавця може бути присутня розмита темна пляма.

## Поширення
Pachypanchax sakaramyi поширений у гірській місцевості на півночі Мадагаскару, ендемік цього регіону.
В минулому він зустрічався скрізь на північних та східних схилах масиву Амбухітра (фр. Ambohitra Massif), вулканічного утворення, що домінує на північному краї Мадагаскару (провінція Анціранана). За словами місцевих інформаторів, ці риби водилися у великій кількості, й їх навіть ловили для домашнього споживання.
Проте протягом XX ст. сакарамійський пахипанхакс був винищений на більшій частині свого первинного ареалу. Значного удару популяції виду завдала поява в місцевих річках інтродукованих видів Poecilia reticulata та Gambusia holbrooki, які полюють на мальків P. sakaramyi. Не менш важливим негативним фактором є вирубування лісів, що триває на масиві Амбухітра. Воно змінює гідрологічний режим малих річок з постійного на переривчастий, а це призводить до втрати середовищ існування місцевими популяціями сакарамійського пахипанхакса й, відповідно, їхнього згасання. 2000 року було здійснено відведення води з верхів'я річки Сакарамі на побутові потреби, що призвело до фактичного зникнення до цього сильної популяції виду, що жила тут. Наразі здорові річкові популяції P. sakaramyi зберігаються лише на короткій ділянці річки Сакарамі, а також у верхів'ях сусідньої річки Антонгомбату (малаг. Antongombato) та в річці Анцакуабе (малаг. Antsakoabe).
Вважається, що сакарамійських пахипанхакс все ще зустрічається в кількох низькогірних кратерних озерах, зокрема Тексьє (малаг. Farihy Texier) та Фантані (малаг. Farihy Fantany). Обидва розташовані в межах національного парку Монтань-д'Амбр. Проте з кінця 1950-х років тут не проводились дослідження місцевої іхтіофауни, й нічого не відомо про поточний стан місцевих популяцій P. sakaramyi.
Орієнтовна площа території поширення виду становить 550 км², при цьому спостерігається постійне зменшення кількості середовищ проживання, а популяції P. sakaramyi сильно фрагментовані.
Відповідно до критеріїв, встановлених Міжнародним союзом охорони природи, Pachypanchax sakaramyi класифікується як такий, якому загрожує вимирання. Вид перебуває в критичній ситуації й потребує програми збереження. На щастя, P. sakaramyi можна вільно продавати й він присутній у торгівлі акваріумними рибами, тож його розводять у неволі як аматори, так і офіційні установи. В кількох зоопарках Європи та Північної Америки були створені керовані акваріумні популяції виду. Всього, за даними Міжнародної інформаційної системи видів, в зоопарках світу утримувалось 562 екземпляри P. sakaramyi, найбільше в Німеччині та Великій Британії. Проте на батьківщині виду на Мадагаскарі не відомо жодних заходів, спрямованих на захист та відновлення середовищ існування сакарамійського пахипанхакса.

## Спосіб життя
Pachypanchax sakaramyi зустрічається в гірських струмках, що протікають як серед деградованого, так і незайманого лісу, а також у периферійних зонах низькогірних кратерних озер. Річкові середовища існування виду відзначаються чергуванням мілких швидкоплинних ділянок та тихих і глибших ставків. Особини всіх розмірів присутні як на ділянках сильної течії, так і в спокійних водах, але в останніх їх більше.
Води річок, що стікають з масиву Амбухітра, як правило, абсолютно прозорі, вільні від завислих речовин, не забарвлені танінами, помірно м'які (загальна та карбонатна твердість 36,0–72,0 ppm), слаболужні (pH 7,2–7,5) й не містять розчинених речовин (електропровідність 58,0–75,0 мкСм/см²). Дно варіює від голої скельної породи до округлої базальтової гальки із вкрапленнями валунів діаметром до 60 см. Загальною рисою є наявність заболочених ділянок уздовж берегів великих ставків. Температура води, виміряна в жовтні на частково затінених ділянках річки Сакарамі, становила 20,5-22,2 °C.
Середовища існування сакарамійського пахипанхакса не відрізняються багатством рослинності. У верхній частині річки Сакарамі не спостерігали жодних водних рослин, але вздовж берегів у добре освітлених місцях у невеликій кількості росла карликова форма парасолькового папірусу Cyperus alternifolius. У річці Анцахалаліна, де також водиться P. sakaramyi, росли апоногетон мадагаскарський (Aponogeton madagascariensis), неідентифікована епіфітна рослина з родини Podostemaceae та інвазійний водяний гіацинт Eichhornia crassipes.
Жодних інших видів риб у верхів'ях Сакарамі не було зареєстровано. Єдиними ворогами Pachypanchax sakaramyi тут є малагасійський рибалочка діадемовий та хижі безхребетні (німфи бабок та великі прісноводні креветки з роду Macrobrachium).
Молоді сакарамійські пахипанхакси живуть на мілководді нещільними групами до десятка особин. Дорослі риби часто відвідують глибшу воду подалі від берегів. Великі самці та самки тримаються поодинці. Самки, як правило, плавають повільно, часто зупиняються. Натомість самці перебувають у постійному активному русі й переміщуються по всій території свого середовища існування. Територіальної поведінки не виявляють, навіть під час залицяння або нересту. Між самцями час від часу виникають серйозні бійки, але вони борються за доступ до зрілих самок, а не за контроль над місцями нересту.
Pachypanchax sakaramyi харчується як наземними комахами, що застрягли на поверхні води, так і дрібними водними безхребетними, яких ловить на дні.
Сакарамійський пахипанхакс не мігрує, не належить до числа сезонних (однорічних) коропозубих. Нерестовий сезон продовжуються з ранньої весни до літа, а то й до осені південної півкулі.
Спостерігали, як пари нерестяться на заболочених ділянках водойм, а також серед гальки, що лежить на дні струмка. Самець, що залицяється, займає позицію поруч із самкою, але трохи позаду неї, й намагається підтримувати контакт між тілами, підштовхуючи при цьому самку до місця нересту. Ікру відкладають за типовою для яйцекладних коропозубих схемою, коли пара вигинається у формі літери S, обидві риби на мить інтенсивно тремтять, і викидається ікра, а тоді самка різко відривається від самця. Кілька спаровувань можуть відбуватися швидко одне за одним.

## Утримання в акваріумі
Незважаючи на свій охоронний статус, цей вид відносно добре зарекомендував себе серед акваріумістів. Більше того, з цієї причини розведення P. sakaramyi в неволі заохочується. Поль Луазель (фр. Paul Loiselle), який досліджував пахипанхаксів Мадагаскару, в жовтні 1994 року зловив 5 екземплярів виду й поширив їх серед акваріумістів. Саме від цих риб походять сакарамійські пахипанхакси, що живуть сьогодні в неволі.
Вид добре підходить для тих, що вирішив розпочати тримати яйцекладних коропозубих і ще не має достатнього досвіду. Для утримання невеликої групи риб підходить акваріум місткістю близько 100 л і довжиною близько 90 см, якщо тримати групу з понад 30 особин, потрібен акваріум на 300 л і 120 см завдовжки. Місцями має бути густа рослинність, освітлення розсіяне.
Надзвичайно витривалий вид, пристосовується до різних параметрів води, але рекомендуються такі показники: температура 20-24 °C, кислотність pH 6,5-7,5, твердість 5-15 °dH. Хоча сакарамійський пахипанхакс походить із високогірної місцевості, сильний струм в акваріумі не потрібен.
Відносно мирний вид, можна тримати цих риб групою, якщо в акваріумі є достатньо схованок. Підходить і до спільного акваріума, але сусідами не мають бути занадто дрібні й тендітні рибки. Часто пахипанхакси збираються групою біля поверхні або в товщі води.
В годівлі невибагливі, приймають будь-які звичайні види кормів, проте краще давати їм живий корм: артемії, личинки комарів, дафнії, циклопи тощо.
Розводити цих риб нескладно. Ікру відкладають на дрібнолисті рослини, але їх можна замінити жмутком синтетичного волокна. Самці під час нересту поводяться досить агресивно й постійно переслідують самок. Нерестовище має бути просторим, але неглибоким, слід передбачити укриття для самок. На нерест саджають одного самця і кілька самок, можна також відсадити цілу групу риб, наприклад, 2-3 самці та 4-6 самок.
Нерест триває близько 2 тижнів. Рекомендується регулярно збирати запліднені ікринки й переносити їх до окремої посудини для інкубації. Інкубатором може бути неглибока ємність, яку наповнюють акваріумною водою й додають до неї трохи фунгіциду; корисно влаштовувати в ній аерацію. Воду міняють щодня або принаймні через день, а мертві або вкриті пліснявою ікринки негайно видаляють.
Мальки вилуплюються приблизно через два тижні, залежно від температури. Вони достатньо великі й здатні відразу їсти наупліуси артемій. За регулярної годівлі й підтримки якості води вирощувати мальків нескладно. Для запобігання канібалізму їх потрібно сортувати за розмірами.

## Відео
- 20190927 135319 на YouTube by WET-AQUA
- Pachypanchax sakaramyi - (Holly, 1928) - (Aplocheilidae) - Poisson-killi endémique de Madagascar на YouTube by France-animaux